# Antiotricha furonia
Antiotricha furonia là một loài bướm đêm thuộc phân họ Arctiinae, họ Erebidae.